# Wanga Comics
 (septembre 2018).
Si vous disposez d'ouvrages ou d'articles de référence ou si vous connaissez des sites web de qualité traitant du thème abordé ici, merci de compléter l'article en donnant les références utiles à sa vérifiabilité et en les liant à la section « Notes et références ».
Créée en octobre 2005, mais officialisée le 24 novembre 2006 par le dessinateur Anthony Dugenest, Wanga Comics Productions est une association qui a pour but de promouvoir le comics « Made in France » ou CIF « Comics Indépendant Français ».
Le studio a présenté en janvier 2008, lors du Festival international de la bande dessinée d'Angoulême, le numéro 0 du comic book Bayou Girl, scénarisé par Ed Tourriol (Makma) et dessiné par Anthony Dugenest et Samuel Ménétrier, resté sans suite. 
Fin 2008, Wanga Comics sort l'avant-première du comic book Spirit of the Geiko créé et dessiné par Anthony Dugenest. À la même époque toujours sous la création et le dessin de Anthony Dugenest sort l'avant-première de Skys. 
En 2009, Wanga Comics annonce la sortie d'une nouvelle série de super-héros nommée Le Patrouilleur créée et dessinée par Pierre Minne et colorisée par Anthony Dugenest. Le numéro 1 sort à la fin de cette même année.
En 2010, Wanga Comics annonce une nouvelle série nommée Les Nouveaux Gardiens scénarisée par Alexandre Fievet et dessinée par Vincent Maria qui est aussi le créateur de cette série ; le numéro 1 sort cette même année.
Fin 2010 Wanga Comics avec la collaboration de Jean-Marc Lofficier annonce le retour de la série Strangers. Le tome 1 regroupant la saison 1 éditée entre 2000 et 2003 par Semic avec un épisode inédit sort le 25 mars 2011. La collection Hexagone Universe & Strangers Universe créée en 2011 publiant des histoires publiées par Semic mais aussi des histoires inédites.
Cette même année, l'éditeur publie l'épisode 11 inédit de la série Ozark. Le studio produit entre 2012 et 2014 la saison 2 de Strangers. 
En mars 2012, Wanga comics sort le prologue de Pantz avec Frédéric Mur au dessin et Alexandre Forêt au scénario. Le tome 1 sort le 29 janvier 2015 en album relié.
En 2015, Wanga Comics annonce l'élargissement de sa ligne éditoriale avec la création de la collection "Wanga Comics books" et la publication de licence étrangère.